# Das Pack
Das Pack ist eine deutsche Heavy-Metal-Band aus Hamburg. Gegründet wurde sie 2008 von Peer Jensen alias „Pensen Paletti“ und Florian Eilers alias „Flozze“. Die Namen kommen aus ihrer jeweiligen Jugendzeit.

## Geschichte
Am 15. Januar 2010 erschien das Debütalbum des Duos mit dem Namen Das Pack bei Redfield Records. Anschließend folgte ihre erste eigene Tour durch Deutschland.
Zwei Jahre später, am 20. Januar 2012, folgte mit Macht doch was ihr wollt das zweite Album, welches über das Independent-Label Nothing to Lose vertrieben wird. Es folgten mehrere Festivalauftritte und eine Konzerttour.
Im Anschluss an die Tour im Dezember 2012 trennte sich „Flozze“ von „Pensen“, um etwas Neues beginnen zu können. Gleichzeitig bekräftigte „Pensen“, dass der Ausstieg von „Flozze“ nicht das Ende der Band sei.
Seit 2013 wird „Flozze“ durch Tim „Timmey“ Pascharat, einen langjährigen Freund der Band, ersetzt. Dieser konnte vorher zwar Gitarre spielen, musste jedoch extra für Das Pack Schlagzeug lernen, um „Flozze“ ersetzen zu können. Er hatte lediglich sechs Wochen zum Üben, bis er auf Tour ging.
Ihr drittes Album Kopenhagen erschien am 15. August 2014.
Am 3. September 2015 bestätigte die Band den Zugang des Bassisten „Herr Schmidt“.
Das Pack war unter anderem beim Wutzrock, 2010 beim Summer Breeze Open Air, 2011 auf dem Einbecker Eulenfest, 2012 bei der Ringrocker Warm Up Party und auf dem Serengeti Festival, 2013 auf dem Ruhrpott Rodeo, beim Rocken-am-Brocken- und dem Eier-mit-Speck-Festival, 2014 auf dem Soundgarden Festival, 2016 auf dem Reload Festival sowie 2018 beim Wacken Open Air und beim Hafen-Rock-Festival auf. 2016 bereiste die Band zusammen mit Rogers, Stereogold und Rivers Become Oceans zehn Städte quer durch Deutschland.
Pensen ist unter anderem Mitglied der Band Monsters of Liedermaching.

## Diskografie

### Alben
- Das Pack (2007: Pängg Distribution; 2009: Redfield Records/Soulfood/Vertrieb: Cargo Records)
- Macht doch was ihr wollt (2012: Soulfood)
- Kopenhagen (2014: CD bei Amigo Records/Vertrieb: Rough Trade Records; 2016: LP bei Kingstar Music)
- Intelligentes Leben (2018: Omn Label Services)[6]
- Die Kernseife der Medaille (2022)[7]

### Singles
- Weils Geils (2012)
- Situation (2014)